# Tratwa Meduzy
Tratwa Meduzy (fr. Le Radeau de La Méduse) – obraz francuskiego malarza Théodore’a Géricaulta.

## Tło historyczne
Obraz powstał po tragicznych wydarzeniach, jakie miały miejsce w 1816 roku, dotyczących katastrofy francuskiej fregaty Méduse u wybrzeży Afryki. Po wpłynięciu na mieliznę, większość załogi oraz pasażerów postanowiła dopłynąć szalupami do oddalonego o 60 km lądu. Dla 151 osób które nie zmieściły się do szalup zbudowano tratwę, którą zamierzano holować. Jednak wobec problemów z holowaniem, załogi szalup odcięły tratwę porzucając znajdujących się na niej ludzi na pełnym morzu bez wystarczających zapasów. Większość rozbitków z tratwy poniosła śmierć w wyniku sztormu, wyczerpania oraz walk pomiędzy sobą, dochodziło również do przypadków kanibalizmu. Tratwę odnaleziono po 13 dniach z jedynie 15 ocalałymi osobami na pokładzie .

## Opis
Géricault scenę z tratwy przedstawił w momencie ratowania pozostałych rozbitków. Tratwa jest unoszona przez wzburzone morze, a na horyzoncie widoczny jest okręt wojenny Argus, który odnalazł rozbitków. Malarz, dzięki kontrastowi pomiędzy światłem a zastygłymi gestami wyrażającymi nadzieję i strach, ukazał dramatyzm i pełną ekspresji scenę.
Zanim powstał obraz, Géricault wykonał wiele szkiców. W tym celu dokonywał obserwacji w klinice doktora Georgeta dla ludzi obłąkanych. Do postaci jednego z rozbitków znajdującego się na pierwszym planie po lewej stronie pozował jego przyjaciel Eugène Delacroix. Prawdopodobnie do namalowania w taki sposób sceny na tratwie zainspirował go również obraz Michała Anioła Sąd Ostateczny i jego fragment z łodzią Charona. Dzieło to Géricault widział trzy lata wcześniej w Kaplicy Sykstyńskiej. Niektóre postacie przedstawione przez francuskiego malarza są bardzo podobne do tych u Michała Anioła.

## W kulturze popularnej
- W 1994 powstał film pt. Tratwa Meduzy w reżyserii Iradja Aziminiego[3].
- Jeden z utworów Donguralesko z albumu Dom Otwartych Drzwi nosi tytuł Tratwa Meduzy[4].
- W filmie Asterix i Obelix: Misja Kleopatra, w scenie ze zniszczeniem statku pirackiego, kadr przedstawiający ocalałych piratów upodobniony jest do obrazu[5].